# Internazionali d'Italia 2015 - Qualificazioni singolare femminile
Le qualificazioni del singolare dell'Internazionali d'Italia 2015 sono state un torneo di tennis preliminare per accedere alla fase finale della manifestazione. Le vincitrici dell'ultimo turno sono entrate di diritto nel tabellone principale. In caso di ritiro di una o più giocatrici aventi diritto a queste sono subentrate le lucky loser, ossia le giocatrici che hanno perso nell'ultimo turno ma che avevano una classifica più alta rispetto alle altre partecipanti che avevano comunque perso nel turno finale.

## Teste di serie
1. Anna Karolína Schmiedlová (ultimo turno, Lucky Loser)
2. Kristina Mladenovic (ultimo turno, Lucky Loser)
3. Kurumi Nara (primo turno)
4. Lucie Hradecká (ultimo turno, Lucky Loser)
5. Lesia Tsurenko (ultimo turno)
6. Lauren Davis (ultimo turno)
7. Ajla Tomljanović (ultimo turno)
8. Monica Niculescu (ultimo turno)

1. Christina McHale (qualificata)
2. Mirjana Lučić-Baroni (primo turno)
3. Kateřina Siniaková (qualificata)
4. Bojana Jovanovski (qualificata)
5. Julia Görges (primo turno)
6. Sílvia Soler Espinosa (ultimo turno)
7. Alexandra Dulgheru (qualificata)
8. Polona Hercog (primo turno)

## Qualificate
1. Elena Vesnina
2. Kateřina Siniaková
3. Dar'ja Gavrilova
4. Urszula Radwańska

1. Alexandra Dulgheru
2. Christina McHale
3. Misaki Doi
4. Bojana Jovanovski

### Lucky Loser
1. Anna Karolína Schmiedlová
2. Kristina Mladenovic

1. Lucie Hradecká

## Tabellone qualificazioni

### Legenda
| - Q = Qualificato - WC = Wild card - LL = Lucky loser | - ALT = Alternate - SE = Special Exempt - PR = Protected Ranking | - w/o = Walkover - r = Ritirato - d = Squalificato |

### Sezione 1
|  | Primo turno | Primo turno               | Primo turno   | Primo turno | Primo turno |  |  | Ultimo turno | Ultimo turno              | Ultimo turno | Ultimo turno | Ultimo turno |  |
|  |             |                           |               |             |             |  |  |              |                           |              |              |              |  |
|  | 1           | Anna Karolína Schmiedlová | 4             | 6           | 6           |  |  |              |                           |              |              |              |  |
|  |             | Klára Koukalová           | 6             | 2           | 4           |  |  | 1            | Anna Karolína Schmiedlová | 6            | 2            | 5            |  |
|  |             | Elena Vesnina             | Elena Vesnina | 6           | 6           |  |  |              | Elena Vesnina             | 4            | 6            | 7            |  |
|  | 13          | Julia Görges              | Julia Görges  | 2           | 3           |  |  |              |                           |              |              |              |  |

### Sezione 2
|  | Primo turno | Primo turno         | Primo turno         | Primo turno | Primo turno |  |  | Ultimo turno | Ultimo turno        | Ultimo turno | Ultimo turno | Ultimo turno |  |
|  |             |                     |                     |             |             |  |  |              |                     |              |              |              |  |
|  | 2           | Kristina Mladenovic | Kristina Mladenovic | 6           | 6           |  |  |              |                     |              |              |              |  |
|  |             | Irina Falconi       | Irina Falconi       | 3           | 2           |  |  | 2            | Kristina Mladenovic | 6            | 2            | 65           |  |
|  |             | Shelby Rogers       | Shelby Rogers       | 5           | 1           |  |  | 11           | Kateřina Siniaková  | 4            | 6            | 7            |  |
|  | 11          | Kateřina Siniaková  | Kateřina Siniaková  | 7           | 6           |  |  |              |                     |              |              |              |  |

### Sezione 3
|  | Primo turno | Primo turno           | Primo turno           | Primo turno | Primo turno |  |  | Ultimo turno | Ultimo turno          | Ultimo turno | Ultimo turno | Ultimo turno |  |
|  |             |                       |                       |             |             |  |  |              |                       |              |              |              |  |
|  | 3           | Kurumi Nara           | Kurumi Nara           | 2           | 2           |  |  |              |                       |              |              |              |  |
|  |             | Dar'ja Gavrilova      | Dar'ja Gavrilova      | 6           | 6           |  |  |              | Dar'ja Gavrilova      | 1            | 6            | 6            |  |
|  |             | Tímea Babos           | Tímea Babos           | 2           | 4           |  |  | 14           | Sílvia Soler Espinosa | 6            | 4            | 3            |  |
|  | 14          | Sílvia Soler Espinosa | Sílvia Soler Espinosa | 6           | 6           |  |  |              |                       |              |              |              |  |

### Sezione 4
|  | Primo turno | Primo turno          | Primo turno          | Primo turno | Primo turno |  |  | Ultimo turno | Ultimo turno      | Ultimo turno      | Ultimo turno | Ultimo turno |  |
|  |             |                      |                      |             |             |  |  |              |                   |                   |              |              |  |
|  | 4           | Lucie Hradecká       | Lucie Hradecká       | 7           | 6           |  |  |              |                   |                   |              |              |  |
|  | WC          | Corinna Dentoni      | Corinna Dentoni      | 5           | 2           |  |  | 4            | Lucie Hradecká    | Lucie Hradecká    | 3            | 4            |  |
|  |             | Urszula Radwańska    | Urszula Radwańska    | 6           | 6           |  |  |              | Urszula Radwańska | Urszula Radwańska | 6            | 6            |  |
|  | 10          | Mirjana Lučić-Baroni | Mirjana Lučić-Baroni | 2           | 3           |  |  |              |                   |                   |              |              |  |

### Sezione 5
|  | Primo turno | Primo turno        | Primo turno        | Primo turno | Primo turno |  |  | Ultimo turno | Ultimo turno       | Ultimo turno | Ultimo turno | Ultimo turno |  |
|  |             |                    |                    |             |             |  |  |              |                    |              |              |              |  |
|  | 5           | Lesia Tsurenko     | 7                  | 4           | 6           |  |  |              |                    |              |              |              |  |
|  |             | Zhang Shuai        | 62                 | 6           | 2           |  |  | 5            | Lesia Tsurenko     | 2            | 6            | 3            |  |
|  | WC          | Lisa Sabino        | Lisa Sabino        | 3           | 1           |  |  | 15           | Alexandra Dulgheru | 6            | 4            | 6            |  |
|  | 15          | Alexandra Dulgheru | Alexandra Dulgheru | 6           | 6           |  |  |              |                    |              |              |              |  |

### Sezione 6
|  | Primo turno | Primo turno      | Primo turno      | Primo turno | Primo turno |  |  | Ultimo turno | Ultimo turno     | Ultimo turno | Ultimo turno | Ultimo turno |  |
|  |             |                  |                  |             |             |  |  |              |                  |              |              |              |  |
|  | 6           | Lauren Davis     | 6                | 3           | 6           |  |  |              |                  |              |              |              |  |
|  |             | Nicole Gibbs     | 3                | 6           | 2           |  |  | 6            | Lauren Davis     | 7            | 1            | 4            |  |
|  |             | Marina Eraković  | Marina Eraković  | 2           | 4           |  |  | 9            | Christina McHale | 5            | 6            | 6            |  |
|  | 9           | Christina McHale | Christina McHale | 6           | 6           |  |  |              |                  |              |              |              |  |

### Sezione 7
|  | Primo turno | Primo turno      | Primo turno      | Primo turno | Primo turno |  |  | Ultimo turno | Ultimo turno     | Ultimo turno     | Ultimo turno | Ultimo turno |  |
|  |             |                  |                  |             |             |  |  |              |                  |                  |              |              |  |
|  | 7           | Ajla Tomljanović | Ajla Tomljanović | 6           | 7           |  |  |              |                  |                  |              |              |  |
|  | WC          | Gioia Barbieri   | Gioia Barbieri   | 2           | 5           |  |  | 7            | Ajla Tomljanović | Ajla Tomljanović | 3            | 4            |  |
|  |             | Misaki Doi       | 62               | 6           | 6           |  |  |              | Misaki Doi       | Misaki Doi       | 6            | 6            |  |
|  | 16          | Polona Hercog    | 7                | 4           | 4           |  |  |              |                  |                  |              |              |  |

### Sezione 8
|  | Primo turno | Primo turno       | Primo turno | Primo turno | Primo turno |  |  | Ultimo turno | Ultimo turno      | Ultimo turno | Ultimo turno | Ultimo turno |  |
|  |             |                   |             |             |             |  |  |              |                   |              |              |              |  |
|  | 8           | Monica Niculescu  | 7           | 2           | 6           |  |  |              |                   |              |              |              |  |
|  | WC          | Jasmine Paolini   | 6(1)        | 6           | 0           |  |  | 8            | Monica Niculescu  | 4            | 7            | 4            |  |
|  |             | Alla Kudrjavceva  | 6           | 1           | 64          |  |  | 12           | Bojana Jovanovski | 6            | 5            | 6            |  |
|  | 12          | Bojana Jovanovski | 3           | 6           | 7           |  |  |              |                   |              |              |              |  |